# Juana de Braganza
Juana de Braganza (Vila Viçosa, 18 de septiembre de 1636-Lisboa, 17 de noviembre de 1653), fue una infanta y princesa portuguesa que falleció en la adolescencia.

## Vida
Fue el segundo vástago, pero la primera mujer del entonces duque Juan II de Braganza y de su esposa, la noble española Luisa de Guzmán. Entre sus hermanos estaban los reyes Alfonso VI y Pedro lI y Catalina la cual sería reina consorte de Inglaterra. Fue bautizada el 30 de septiembre en la Capilla Ducal del Palacio de Vila Viçosa donde nació, por el Dean Antonio de Brito de Sousa, sacerdote profeso de la provincia de Piedad (provincia de frailes franciscanos fundada en 1517 y extinta en 1834), el cual ganó una reputación de santidad.
En 1640, cuando tenía cuatro años, Portugal que hasta ese entonces era un reino vinculado a la corona española, declaró su independencia separándose de España, en ese momento su padre es elegido como nuevo rey portugués como Juan IV, por lo que la nueva familia real se trasladó a vivir a Lisboa. En 1645, siendo en ese momento la hija mayor del rey, se convirtió en la primera Princesa de Beira, título creado por su padre otorgarse a la hija mayor del monarca de Portugal, originalmente muy similar a la francesa Madame Royale o la inglesa Princesa Real. Hasta ese momento era solo infanta.
Antonio Caetano de Sousa describió que Juana había sido dotada por la naturaleza de "una gran belleza". La princesa murió víctima de una prolongada enfermedad, en Lisboa, el 17 de noviembre de 1653 con tan solo 17 años, 6 meses después de la muerte de su hermano Teodosio, lo que fue muy triste para la familia real portuguesa. Fue enterrada en el presbíterio del Monasterio de los Jerónimos, siendo trasladada en 1855, junto con sus hermanos Teodosio, Alfonso VI y Catalina, al Panteón de la Dinastía Braganza, donde yacen junto a  sus padres.